# Simon Kuznets
Simon Smith Kuznets (/ˈkʌz.nɛts/ ; en russe : Семён Абра́мович Кузне́ц, /sʲɪˈmʲɵn ɐˈbraməvʲɪtɕ kʊzʲˈnʲɛts/), né le 30 avril 1901 à Pinsk (Empire russe) et mort le 8 juillet 1985 à Cambridge (Massachusetts), est un économiste et statisticien américain d'origine biélorusse.
Lauréat du Prix de la Banque de Suède en 1971, Simon Kuznets est considéré comme l'un des plus importants contributeurs  à la théorie de la croissance économique. Il est l'un des « pères des comptes nationaux » et a inventé l'agrégat fameux du produit intérieur brut (PIB).

## Biographie

### Jeunesse et études
Simon Kuznets est né à Pinsk (Biélorussie, Empire russe), de parents juifs. Il étudie à Rivne puis à Kharkiv. En 1918, il commence ses études au sein de l'université nationale d'économie de Kharkiv, où il étudie l'économie, les statistiques, l'histoire et les mathématiques. Il quitte l'Union soviétique naissante en 1922 pour la Turquie, puis pour les États-Unis.
Après avoir étudié l'anglais pendant l'été, il est reçu à l'université Columbia et y poursuit ses études. Il étudie sous la férule de Wesley Clair Mitchell, qui lui enseigne les méthodes empiriques et l'intéresse à la question des cycles économiques. Il obtient sa licence en 1923, son master en 1924. Son mémoire de master s'appelle « Le système économique du Dr. Schumpeter, présenté et analysé ». Il obtient un doctorat en économie en 1926.

### Parcours professionnel
Après l'obtention de son doctorat, Kuznets travaille au sein du National Bureau of Economic Research pendant trois ans. Il prend sous son aile Milton Friedman.
En 1931, il est recruté à l'université de Pennsylvanie, où il enseigne jusqu'en 1960. Il devient alors professeur à l'université Johns-Hopkins, où il reste jusqu'à son départ à la retraite en 1970. Il a également enseigné à l'université Harvard.
En 1971, il reçoit le « Prix Nobel » d'économie pour ses travaux empiriques en économie de la croissance.

## Apports

### Invention du PIB
En 1931, le congrès des États-Unis sollicite Simon Kuznets pour construire un indicateur permettant de mesurer les effets de la Grande Dépression, ce qui l'amène à élaborer le produit intérieur brut (PIB). Une fois amélioré par John Maynard Keynes et ses équipes, le PIB par habitant devient une mesure commune de développement à l'issue de la conférence de Bretton Woods.

### Théorie des cycles
Les premiers travaux économiques de Simon Kuznets (dont sa thèse de doctorat) portent sur l'analyse des séries temporelles. Il prétend identifier un cycle de quinze à vingt ans, appelé par la suite cycle de Kuznets.

### Élaboration d'un appareil statistique
Simon Kuznets s'est attaché à l'élaboration d'un appareil statistique en mesure de recueillir, de traiter et d'interpréter une série de grandeurs économiques, c'est-à-dire un système de comptabilité nationale susceptible de fournir des informations précises sur l'économie dans son ensemble. Kuznets propose de retenir deux grands agrégats : d'une part, un produit net obtenu par l'opération « biens finaux produits-biens intermédiaires », et d'autre part il met au point un indicateur de richesse, le « taux de croissance annuel du produit national », permettant de comparer des pays entre eux.

### Théorie de la croissance
Une des conclusions les plus marquantes des travaux de Kuznets est la relation entre la croissance économique et la distribution des revenus. Lorsqu'un pays se développe, les inégalités s'accroissent dans un premier temps puis elles diminuent. Cette relation, nommé courbe de Kuznets en U renversé, s'explique par le fait qu'au départ, une faible part de la population bénéficie de la croissance économique.
Dans son discours de réception du prix Nobel d'économie en 1971, Simon Kuznets explique : « La croissance économique d'un pays peut-être définie comme étant une hausse sur une longue période de sa capacité d'offrir à sa population une gamme sans cesse élargie de biens économiques. Cette capacité croissante est fondée sur le progrès technique et les ajustements institutionnels et idéologiques qu'elle requiert. Les fruits de la croissance s'étendent par suite aux autres secteurs de l'économie. »
La théorie de Simon Kuznets résulte d'observations empiriques. Elle constate une augmentation des inégalités de la fin du XIXe siècle à la Seconde Guerre mondiale, puis une baisse des inégalités jusqu'aux années 1970, à partir desquelles elles repartent à la hausse[réf. souhaitée].
Cependant, la courbe de Kuznets a été remise en cause ultérieurement notamment par Thomas Piketty en 2013 dans son livre Le Capital au XXIe siècle.

### Critique envers Keynes
Simon Kuznets est également connu pour avoir tenté, par des travaux empiriques, de démontrer la faiblesse de la théorie keynésienne de la « loi psychologique fondamentale ». En effet, il affirme qu'à long terme (entre 1869 et 1938), la part du revenu des ménages américains consacrée à la consommation augmente à peu près proportionnellement au revenu. En cela, il relativise Keynes, qui affirmait que « les hommes tendent à accroître leur consommation à mesure que le revenu croit, mais non d'une quantité aussi grande que l'accroissement du revenu » (Théorie générale de l'emploi, de l'intérêt et de la monnaie, 1936). Par conséquent selon Kuznets, si les agents économiques s'enrichissent, ils n'ont pas forcément une propension à épargner plus élevée (loi psychologique fondamentale de Keynes).
Pour certains[Qui ?], Simon Kuznets commet une erreur (épistémologique) car ses recherches sont tournées vers des comportements agrégés (à l'échelle d'une nation), alors que Keynes, lui, se réfère ici à des comportements individuels : ce qui est valable à un instant donné (il aurait mieux valu écrire « un homme pauvre consomme une part plus forte de son revenu qu'un homme riche ») peut ne pas s'observer au cours d'une période car d'autres causes peuvent exercer un effet contraire plus important (effet de patrimoine (Modigliani), effets ostentatoires et effets de cliquet (Duesenberry), etc.). Les deux thèses ne sont donc pas nécessairement contradictoires selon que l'on s'intéresse à l'effet à court terme d'une politique publique redistributive (effet positif sur la consommation finale, et donc incitation à l'accroissement de la production et de l'emploi) ou à l'analyse historique des utilisations du PIB (« effet mémoire » (Thomas Brown, 1952) ; effet Veblen-Duesenberry (1948), etc.) en veillant à bien distinguer ce qui relève de l'histoire d'un individu et ce qui relève de la transformation collective (d'une économie nationale par exemple).

## Publications
- Secular Movements in Production and Prices, Houghton-Mifflin, Boston and New York, 1930
- Long-Term Changes in the National Income of the United States of America since 1870, in Income and Wealth of the United States: Trends and Structure, International Association for Research in Income and Wealth, Income and Wealth, Series II, Bowes & Bowes, Cambridge, 1951
- Economic Growth and Income Inequality, The American Economic Review, vol. 45, no 1, p. 1-28, 1955
- Capital in the American Economy: Its Formation and Financing, Princeton University Press, Princeton, 1961
- Modern Economic Growth: Rate, Structure, and Spread, Yale University Press, New Haven, Connecticut, 1966
- Economic Growth of Nations: Total Output and Production Structure, Harvard University Press, Cambridge, Massachusetts, 1971